# Tamoto
Tamoto est un groupe de rock allemand, originaire de Moringen. Il est formé en 2003 par Dennis Poschwatta (ex-batteur de Guano Apes) et Markus « G-Ball » Gumball. Les deux membres fondateurs sont rejoints par la plupart des musiciens avec qui ils jouaient précédemment dans leurs formations respectives. C'est pourquoi les deux autres anciens de Guano Apes, Henning Rümenapp et Stefan Ude, jouent au sein de Tamoto.

## Biographie
En 2003, les musiciens Dennis Poschwatta de Guano Apes (batterie et chant) et Markus Gumball, alias G-Ball (chant) forment Tamoto à Moringen, près de Göttingen. Dennis Poschwatta est l'ancien batteur de Guano Apes est le meneur du duo. L'année suivante, en 2004, ils produisent leur album aux côtés de nombreux musiciens, également originaires de Moringen, Göttingen, de Hanovre et Berlin. Henning Rümenapp, Stefan Ude, Kai Weißer (alias Kaa), Lars Watermann, Fabio Trentini (H-Blockx), Lonzo Zacharias et Clemens Matznik (Revolverheld et Diane), contribuent aussi au projet.
Au printemps 2005, les deux musiciens signent un contrat avec la maison de disques GUN Records (Sony BMG). Puis ils sortent en été le single Beware et l'album Clemenza (98e du top 100). Le single Beware est diffusé sur les chaines télévisées MTV et VIVA, et atteint la 62e place des charts allemands. Le groupe joue également dans de nombreux grands festivals avec des grands noms tels que Foo Fighters, System of a Down, Motörhead et David Coverdale. 

## Membres
- Dennis Poschwatta - chant
- Markus Gumball - chant
- Henning Rümenapp - guitare
- Kai Weisser - guitare
- Stefan Ude - basse
- Fabio Trentini - basse (en studio)
- Lars Watermann - batterie

## Discographie

### Album studio
- 2005 : Clemenza

### Singles
- 2005 : On My Mind
- 2005 : Beware